# Tour Blu (Claudio Baglioni)
Tour Blu conosciuto anche come Il viaggio. Tour 2000 è una tournée di Claudio Baglioni realizzata ad inizio millennio a seguito del successo dell’album Viaggiatore sulla coda del tempo.
Il Tour Blu conclude idealmente la trilogia dei colori, iniziata con il Tour Giallo e proseguita con il Tour Rosso. Il progetto è stato definito il più moderno e futuristico della carriera di Claudio Baglioni, in linea con le atmosfere e i temi dell’album Viaggiatore sulla coda del tempo pubblicato nel 1999.

## Descrizione
Il tour conclude idealmente la trilogia dei colori, un ciclo di spettacoli iniziato nel settembre 1995 con il Tour Giallo, proseguito nel settembre dell’anno successivo con il Tour Giallo Elettrico – entrambi caratterizzati da una forte componente di spontaneità e da un palco itinerante montato su un camion – e continuato da gennaio ad aprile 1995 con il Tour Rosso, più teatrale e strutturato. Questo terzo capitolo, rappresentato dal colore blu, simboleggia il futuro, in linea con il concept dell’album di riferimento che accompagna la tournée.

Baglioni durante il tour

Il giro di concerti si è contraddistinto per un forte taglio avanguardistico: l’allestimento prevedeva grandi schermi di proiezione, sofisticati giochi di luci laser e un palco posizionato al centro dei palasport, concepito per offrire al pubblico un’esperienza immersiva a 360 gradi. L’intero spettacolo era introdotto da una sorta di ologramma tridimensionale raffigurante un volto robotico chiamato Claud, alter ego dell’artista e viaggiatore del futuro. Questo personaggio, tra una canzone e l’altra, appariva per narrare una storia ambientata in un tempo a venire, lanciando riflessioni e messaggi sul senso del viaggio, della memoria e dell’arte. Uno dei momenti simbolici dello spettacolo era proprio una delle frasi pronunciate dal volto virtuale: “Fin quando la sua musica verrà ascoltata, il viaggiatore non sarà partito invano.”
Il tour ha toccato numerose città italiane ed è stato seguito da circa 700.000 spettatori, confermandosi come uno degli eventi musicali più importanti dell’anno. 
Per la concezione spettacolare, l’impatto visivo e il connubio tra musica e tecnologia, il Tour Blu è considerato una delle produzioni più ambiziose e visionarie della carriera di Baglioni.
Di seguito le frasi recitate dal viaggiatore del tempo Claud prima dell’esecuzione di alcuni brani:
- «Non so cosa sia stato, un segno, un sogno, un suono  mi ha preso alle spalle e ha cambiato per sempre il corso dei miei pensieri.  Volevo raggiungere il tempo e fissarlo negli occhi,  ma il futuro è come l’orizzonte: più ti avvicini, più si allontana  e fissare il tempo negli occhi non si può.»  (Hangar)
- «E così sono partito nell’ultima ora della notte,  non sapevo cosa volevo ma sapevo cosa non volevo più.  Quando tornerò ti porterò un grano d’utopia.  Abbiamo bisogno di sogni smisurati per fare piccoli passi avanti.»  (Un mondo a forma di te / Tamburi lontani)
- «Ho legato un’ancora e un aquilone per cercare un cielo dietro al sole  e la terra sotto il mare.  Navigo in questo abisso di luci e suoni mentre riempio gli occhi di meraviglia,  come se ogni istante fosse l’ultimo,  e aspetto il momento di versare tutto questo nel tuo cuore.»  (Sì io sarò)
- «L’idea di mandarti queste parole mi ha preso all’improvviso,  come il desiderio di accarezzarti ancora una volta.  So che le parole non valgono una carezza, ma te le mando lo stesso.  Segui il filo che le unisce, lo sai: io sono all’altro capo di un filo.»  (Stai su)
- «Seguo questa luce che viene e che va chissà dove,  e mi chiedo se anche le mie parole si perdono  come la scia delle stelle che vanno a morire  in qualche angolo sconosciuto di questa notte senza fondo.»  (Mal d’universo)
- «Lancio il sasso di queste parole nello stagno dei tuoi pensieri,  lascialo cadere sul fondo e segui le onde.  Non si sa su quale riva ti porteranno, ma spero che,  quando ti volterai indietro, sentirai che ne è valsa la pena.»  (Chi c’è in ascolto)
- «La marea che mi sale dentro mi porta parole che non ho detto,  mani che non ho stretto, porte che non ho mai avuto il coraggio di aprire.  Mi siedo sulla riva e spero che  la corrente porti via tutto e porti via anche me.»  (Quanto tempo ho)
- «Siamo aghi di pino  tra le ali del vento.  Lui ci soffia  e noi ci illudiamo di volare.»  (Mille giorni di te e di me)
- «Quando la tua voce mi raggiungerà alzerò lo sguardo per cercarti  e mi consolerò al pensiero  che anche l’universo, come il mio cuore,  ha lasciato un posto vuoto per ricordarti.»  (A Domani)
- «Non smettere di trasmettere  non smettere di trasmettere  non smettere di trasmettere  non smettere di trasmettere.»  (A Clà)

## Tappe
| Data      | Città           | Location        |
| --------- | --------------- | --------------- |
| 15 marzo  | Firenze         | Palasport       |
| 16 marzo  | Firenze         | Palasport       |
| 17 marzo  | Firenze         | Palasport       |
| 18 marzo  | Firenze         | Palasport       |
| 20 marzo  | Modena          | Palasport       |
| 21 marzo  | Modena          | Palasport       |
| 23 marzo  | Milano          | Filaforum       |
| 24 marzo  | Milano          | Filaforum       |
| 25 marzo  | Milano          | Filaforum       |
| 26 marzo  | Milano          | Filaforum       |
| 30 marzo  | Verona          | Palasport       |
| 31 marzo  | Verona          | Palasport       |
| 3 aprile  | Treviso         | Palaverde       |
| 4 aprile  | Treviso         | Palaverde       |
| 8 aprile  | Bologna         | Palamalaguti    |
| 11 aprile | Brescia         | Palageorge      |
| 12 aprile | Brescia         | Palageorge      |
| 14 aprile | Trieste         | Palasport       |
| 18 aprile | Torino          | Palastampa      |
| 19 aprile | Torino          | Palastampa      |
| 26 aprile | Caserta         | Palamaggiò      |
| 27 aprile | Caserta         | Palamaggiò      |
| 28 aprile | Caserta         | Palamaggiò      |
| 2 maggio  | Reggio Calabria | Palapentimele   |
| 5 maggio  | Acireale        | Palasport       |
| 6 maggio  | Acireale        | Palasport       |
| 10 maggio | Palermo         | Palasport       |
| 11 maggio | Palermo         | Palasport       |
| 12 maggio | Palermo         | Palasport       |
| 16 maggio | Andria          | Palasport       |
| 17 maggio | Andria          | Palasport       |
| 20 maggio | Ancona          | Palarossini     |
| 21 maggio | Ancona          | Palarossini     |
| 24 maggio | Pesaro          | BPA Palas       |
| 27 maggio | Forlì           | Palafiore       |
| 28 maggio | Forlì           | Palafiore       |
| 31 maggio | Perugia         | Palaevangelisti |
| 2 giugno  | Firenze         | Palasport       |
| 6 giugno  | Roma            | Palaeur         |
| 7 giugno  | Roma            | Palaeur         |
| 8 giugno  | Roma            | Palaeur         |
| 9 giugno  | Roma            | Palaeur         |
| 11 giugno | Roma            | Palaeur         |
| 15 giugno | Genova          | Palasport       |
| 17 giugno | Milano          | Filaforum       |
| 20 giugno | Lugano          | Resega          |
| 22 giugno | Zurigo          | Palasport       |

## Formazione
- Claudio Baglioni - voce, chitarra, tastiere
- Giovanni Boscariol - organo, tastiere
- Paolo Costa - basso, contrabbasso elettrico
- Paolo Gianolio - chitarre, tastiere, programmazione
- Gavin Harrison - batteria
- Danilo Rea - pianoforte, tastiere
- Elio Rivagli - batteria, percussioni
- Concezione architettonica del palco al centro di Claudio Baglioni